# Jupiter-Avia
Jupiter-Avia LLC war eine armenische Fluggesellschaft mit operativem Sitz in Jerewan und Basis auf dem Flughafen Erebuni.

## Geschichte
Die Fluggesellschaft wurde 2010 gegründet. Ihr Hauptsitz befand sich in Jerewan, und der Flughafen Erebuni diente als ihr Hauptdrehkreuz.

## Flotte
Eine Maschine kam von der Russischen Pskovavia und die andere von der ukrainischen Air Ukraine. Beide Maschinen stammen ursprünglich von Aeroflot aus den 1970er Jahren.
| Flugzeugtyp   | Anzahl | bestellt | Anmerkungen |
| ------------- | ------ | -------- | ----------- |
| Antonow An-24 | 2      |          |             |
| Gesamt        | 2      | 0        |             |